# Slovenská archivistika
Slovenská archivistika je od roku 1966 slovenský časopis pro archivnictví, archivistiku a pomocné vědy historické. Je vydáván dvakrát ročně slovenským ministerstvem vnitra – odborem archivů a registratur.